# Domenico Guidi

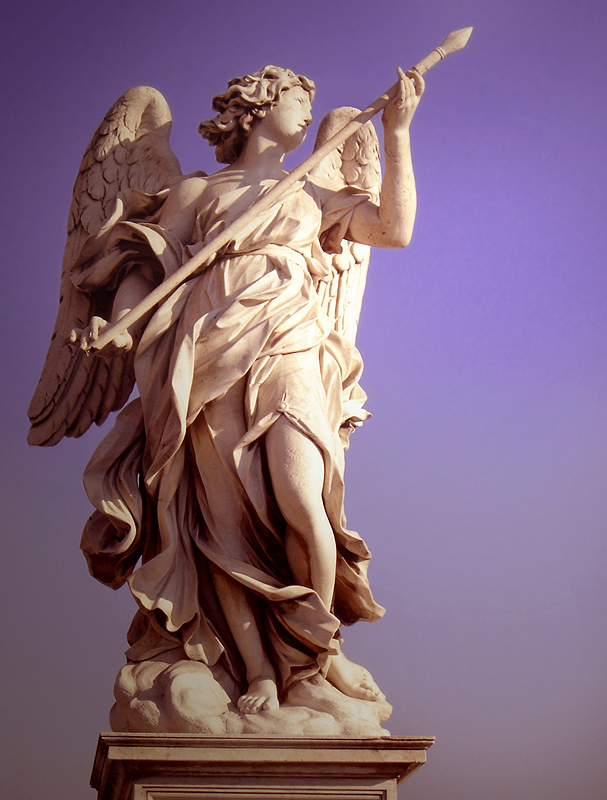
La statua dell'angelo con la lancia a Ponte Sant'Angelo

Domenico Guidi (Torano, 6 giugno 1625 – Roma, 28 marzo 1701) è stato uno scultore italiano, nipote di Giuliano Finelli.

## Biografia
Si trasferì a Napoli nel 1639 e dal 1648 fu a Roma, dove entrò nello studio di Alessandro Algardi, con il quale collaborò in molte opere.
Fu valente scultore apprezzato sia a Roma che all'estero. Divenne membro della prestigiosa Accademia di San Luca di Roma nel 1651, di cui fu poi Principe nel 1670 e 1675.

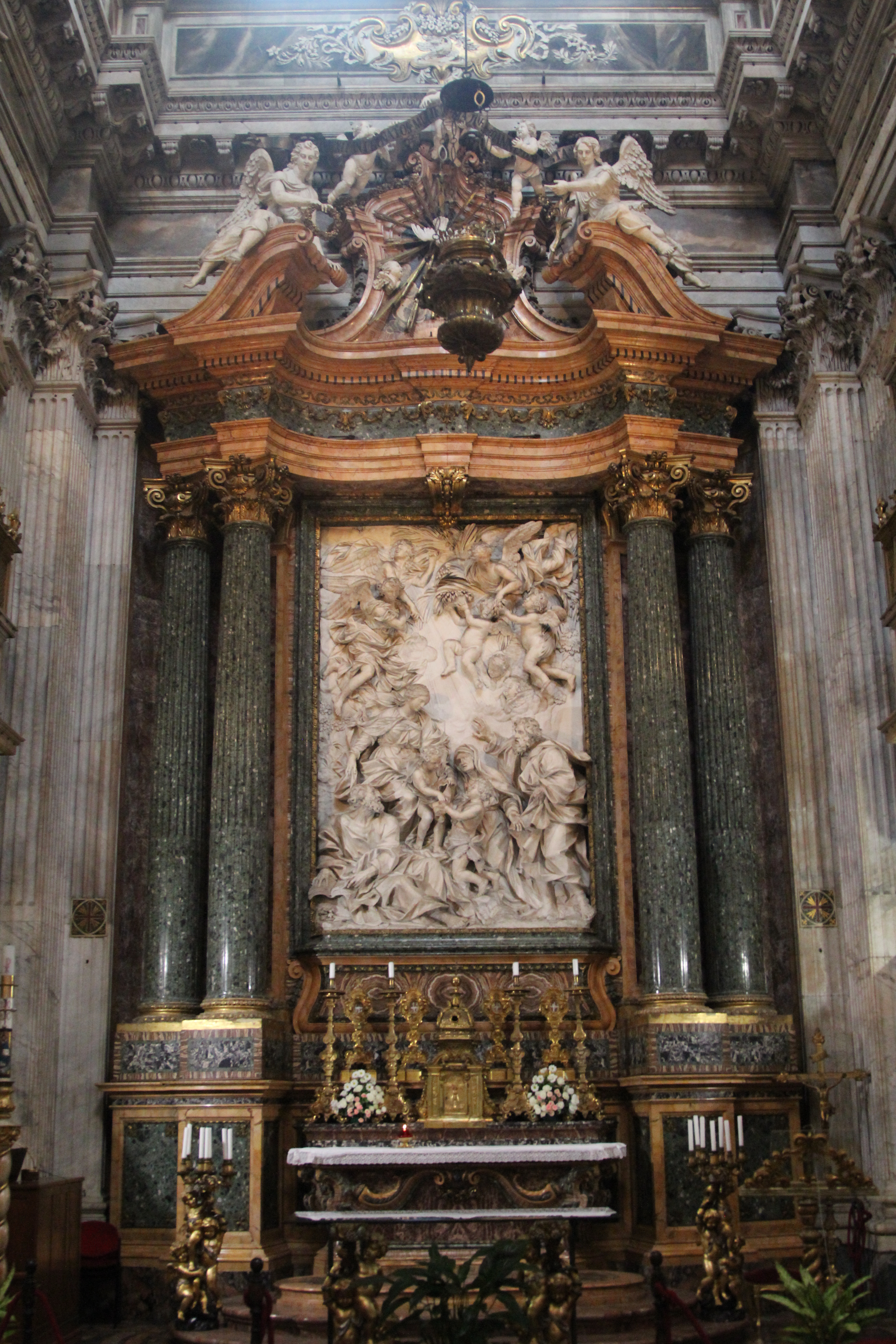
Sant'Agnese: altare principale

Fra le sue opere più note è la Sacra Famiglia (1676-1683) nell'altare maggiore della chiesa di Sant'Agnese in Agone a Piazza Navona, La Carità per la tomba di Orazio Falconieri e Ottavia Sacchetti nell'abside della Basilica di San Giovanni de' Fiorentini.
Guidi lavorò in molti cantieri della Roma Barocca, realizzando ad esempio l'Angelo con la lancia per la Via Crucis del Bernini a Ponte Sant'Angelo, il monumento a Carlo di Montecatini in Santa Maria in Aquiro, il monumento a Camillo del Corno nella Chiesa di Gesù e Maria al Corso e l'allegoria de La Prudenza e il monumento a Gaspare Thiene in Sant'Andrea della Valle.
Molto apprezzato all'estero, prestò la sua opera con Ercole Ferrata per l'apparato scultoreo del duomo di Breslavia (odierna Wroclaw) e documenti accertano la sua attività nel coordinamento e realizzazione di elementi scultorei per le fontane dei giardini di Versailles. Risulta opera di Domenico Guidi anche il crocifisso situato all'interno del pantheon del palazzo dell'Escorial, reggia di Filippo II.
Ebbe come allievo Vincenzo Felici.